# Информационная война, связанная со вторжением России на Украину
Во время вторжения России на Украину обе стороны вели информационную войну, использовали пропаганду, активно распространяли мисинформацию, дезинформацию, использовали для отображения своих версий военных действий социальные сети. И Украина, и Россия пытаются преуменьшить или подавить изображение событий друг друга, а также преувеличивают потери, которые они нанесли друг другу. Однако бо́льшая часть новостей о российско-украинской информационной войне была посвящена именно российской пропаганде и дезинформации.
Россия начала пропагандистскую кампанию ещё до официального ввода своих войск на Украину, а ложные утверждения распространялись пророссийскими и проукраинскими источниками ещё до начала военных действий. За несколько недель до того, как украинские населённые пункты начали подвергаться первым ракетным обстрелам, российские власти сделали ряд заявлений об украинском правительстве. Российские федеральные каналы заявили, что «киевский режим» осуществил геноцид против русскоязычного населения, проживающего на территории Донецкой и Луганской Народных Республик вдоль государственной границы России. В социальных сетях были размещены фейковые видеоролики с жертвами среди мирного населения, чтобы представить Украину агрессором.
24 февраля 2022 года Россия начала вторжение на Украину, обострив начавшуюся с 2014 года необъявленную российско-украинскую войну, что стало поворотным моментом с глобальными последствиями. Длительный конфликт вызвал мировой энергетический кризис и дефицит продовольствия, вынуждая миллионы украинцев искать убежище за границей. СМИ по всему миру начали освещать военные действия с различных точек зрения. Западная пресса немедленно осудила вторжение, тогда как Россия считала, что ложная информация распространялась её врагами в лице стран Запада в попытке посеять раздор среди российского общества, рассматривала и продвигала свою «специальную военную операцию» как необходимую оборонительную меру в ответ на расширение НАТО и как кампанию по ликвидации предполагаемых неонацистов на Украине, а также с целью защиты российской культуры и ценностей. Другие страны, такие как Китай и Индия, отметили расширение НАТО в качестве причины развязывания войны и в то же время выступали за дипломатию. На фоне пропагандистской онлайн-войны как государственные органы, так и отдельные пользователи социальных сетей продолжают распространять вводящие в заблуждение слухи.
Цели российской стороны, согласно оценкам международных СМИ, — создание предлога для вторжения, оправдание вторжения и демонстрация своей силы. В преддверии вторжения с помощью дезинформации Россия заложила основу для «операций под чужим флагом». По мере приближения вторжения Россия распространяла не соответствующие действительности утверждения об ответе на украинскую агрессию и освобождении граждан от неонацистов. После начала вторжения российская сторона стала отрицать нападения на украинское гражданское население, перекладывая вину за произведённые ей обстрелы гражданских на украинскую армию, а также усилила контроль над распространением информации о войне, отвергая и преуменьшая обвинения в военных преступлениях. Одновременно со вторжением на Украину Россия активно занималась продвижением пропаганды и распространением дезинформации вместе с теориями заговора с целью манипулирования общественным мнением и ослабления поддержки Украины.
Во время войны на истощение ключевым элементом российской стратегии стало информационное воздействие на страны Запада, чтобы заставить его поверить в устойчивость российской экономики, мощь российского ВПК, и итоговую неизбежность победы России, что привело бы к ослаблению поддержки Украины, и тем самым обеспечило бы победу России на реальном поле боя. Достичь этого Россия пытается при помощи рефлексивного управления — когда оппоненту внушаются основные аргументы для принятия нужного решения, чтобы он на их основе самостоятельно пришёл к такому решению. В информационном поле России удалось достичь существенных успехов, повлиявших на боевые действия: ограничения номенклатуры и объёмов поставок вооружений, отсутствия решения о передаче замороженных российских активов Украине.
В тяжёлые для себя моменты Россия наиболее активно симулировала интерес к мирным переговорам, чтобы повлиять на западных политиков и уменьшить поддержку Украины. Активные кампании с этим нарративом Россия предпринимала в декабре 2022 года, результатом чего стала задержка поставок танков Украине, и зимой 2023—2024 годов, повлияв на задержку с утверждением пакета помощи Украине в США. Риторика официальных лиц России на внутреннюю аудиторию и её реальные действия (в частности, увеличение военных расходов и открытие нового харьковского фронта) показывает, что Россия никак не заинтересована в остановке войны, и единственной целью информационных операций, распространяющих слухи о её якобы готовности к мирным переговорам, является ослабление поддержки Украины западными странами при помощи рефлексивного управления западными политиками.

Украинский нарратив в основном сосредоточен на получении международной поддержки. Встречаются не соответствующие действительности утверждения проукраинской направленности. Украинские СМИ обвиняют в том, что они рассказывают пропагандистские истории и городские легенды, такие как «Призрак Киева» или «Стражи острова Змеиный», чтобы добиться победы Украины. Украинская пропаганда нацелена на эмоциональную разрядку, а также на распространение «драматичных историй об украинской стойкости». Украинская пропаганда широко присутствует в западных СМИ, а саму Украину также упрекали в том, что негативное освещение о ней преуменьшается в СМИ.

## Российские темы

### Неонацизм и геноцид на Украине
В качестве оправдания вторжения и как метод дегуманизации украинцев, президент России Владимир Путин использовал не соответствующее действительности представление Украины как неонацистского государства и, по словам историков, некорректно использовал термин «геноцид» и память о Второй мировой войне.
Обвинения Украины в геноциде, утверждения о неонацизме правительства Зеленского и необходимости «денацификации» были подвергнуты жёсткой критике. Несмотря на наличие в украинском обществе отдельных элементов ксенофобии и неонацизма, никакой широкой поддержки у ультраправой идеологии нет ни в правительстве, ни в армии, ни на выборах: так, президентом страны является русскоязычный еврей Владимир Зеленский, с большим отрывом выигравший президентские выборы 2019 года, в то время как его оппонентом был украинец; в ходе парламентских выборов 2019 года ультраправые националистические партии не сумели получить ни одного места в 450-местной Верховной раде. На территории Украины с 2015 года действует Закон об осуждении коммунистического и национал-социалистического (нацистского) тоталитарных режимов и запрет пропаганды их символики. В сентябре 2021 года принят закон «Про предотвращение и противодействие антисемитизму в Украине».
Против обвинений высказались ведущие политики и авторитетные исследователи нацизма и геноцида: Генеральный секретарь ООН Антониу Гутерриш, канцлер Германии Олаф Шольц, председатель комиссии ЮНЕСКО по предотвращению геноцида Александр Хинтон и более 300 учёных-историков из разных стран, подписавших специальное заявление по этому поводу. С критикой обвинений Путина в адрес Зеленского в неонацизме и геноциде выступили Мемориальный музей жертв Холокоста в Освенциме, Мемориальный музей Холокоста в Вашингтоне, Международная ассоциация исследователей геноцида и Объединённая еврейская община Украины.

### Операции под чужим флагом
До начала вторжения в Интернете и российских СМИ циркулировали сомнительные видео, якобы демонстрирующие доказательства агрессии со стороны Украины против России и самопровозглашённой ДНР. Эти операции под чужим флагом позволяли создать предлог для вторжения на территорию Украины.
- Атака на ёмкости с хлором в Горловке. В посте на канале народной милиции ДНР, а затем и в российских СМИ распространялись утверждения о том, что украинские диверсанты якобы собирались взорвать ёмкости с хлором в Горловке, но были ликвидированы, что доказывает видео с шлема одного из диверсантов. Но метаданные видео показали, что видео было снято за несколько дней до предполагаемой атаки и подверглось монтажу, оно включало в себя аудио из видеоролика о военном полигоне в Финляндии[56].
- Попытка саботажа со стороны 5 украинских военных. В российских СМИ распространялось утверждение, будто 5 украинских военнослужащих собирались проникнуть на территорию России. Однако модель БТР-70М, на котором якобы осуществлялась диверсия, напоминала модели, состоящие на вооружении России, а не Украины[57]. Кроме того, видео было снято в локации, находящейся глубоко на территории ДНР, и маловероятно, что украинские солдаты могли туда проникнуть[58].
- Взрыв автомобиля с 3 мирными жителями. В пророссийских СМИ циркулировало утверждение, что украинские диверсанты 23 февраля 2022 с помощью СВУ взорвали автомобиль с тремя мирным жителями на обочине дороги вдоль восточной границы Украины с Россией, распространялись фотографии тел погибших. По мнению патологоанатома Виктора Видна, дыра в черепе одного из умерших больше напоминает дыру от пули, чем от осколка СВУ, им был замечен срез, вероятно, сделанный костяной пилой[59].
- Подрыв автомобиля главы народной милиции ДНР. Власти ДНР обвинили Украину в подрыве автомобиля начальника народной милиции ДНР. При этом был взорван старый УАЗ, к которому были прикреплены номера, снятые с более дорогого автомобиля, на котором начальник народной милиции ездит на самом деле[60].
- Обстрелы территории Приднестровья. ISW рассматривают серию взрывов в Приднестровье в конце апреля как вероятную операцию под ложным флагом, осуществленную Кремлем с целью втянуть Приднестровье во вторжение на Украину. Тщетность усилий Москвы, вероятно, связана с фундаментальным расхождением интересов между Кремлем и Виктором Гушаном, самым влиятельным игроком в Приднестровье[61].

### Украинские биолаборатории
6 марта российские СМИ стали утверждать, что сотрудники украинской биолаборатории передали Москве документы, подтверждающие зачистку следов реализуемой на Украине военно-биологической программы, финансируемой минобороны США. На следующий день российские СМИ распространили утверждение бывшего офицера Армии США и эксперта по борьбе с терроризмом Скотта Беннетт, который утверждал, что в американских лабораториях на Украине разрабатывалось биологическое оружие, направленное против славян. Заместитель госсекретаря США Виктория Нуланд также заявила, что на Украине есть только биологические исследовательские центры (а не лаборатории по производству оружия).
Утверждения о том, что в украинских лабораториях якобы пытались создать этнически-ориентированное биооружие, ещё более сомнительны, сама возможность создания такого оружия отвергается биологами, ещё в 2017 году комиссия экспертов Российской академии наук составила заключение, научно обосновав невозможность создания генетического оружия.

### Искажение числа военных потерь
Официальные российские заявления о потерях противника были охарактеризованы изданием «Проект» как «оторванные от реальности», также в СМИ отмечалось широкое освещение попаданий по ложным целям.
Действия российской армии сопровождаются отрицанием военных потерь, скрытием фактов отступлений, наступательной дезинформацией и цензурой. В российской армии, несмотря на заявленный лозунг «Своих не бросаем», имеет место практика оставления на поле боя раненых и погибших. Российская власть также сдерживает новости о военных потерях, явно опасаясь взрывоопасности общественного мнения. Ещё в 2015 году Владимир Путин подписал указ, объявляющий все смерти военнослужащих государственной тайной, а в 2021 году Россия ввела уголовную ответственность за заявления, дискредитирующие армию. Ярким примером сокрытия потерь стала ситуация с отсутствием информации о гибели военнослужащих с затонувшего крейсера «Москва».

### Сокрытие гражданских потерь и попытки переноса вины
Россия отрицала любые факты участия своих солдат в военных преступлениях в отношении гражданских; при этом российское военное командование либо полностью отрицает гражданские потери (произошедшие как во время боёв, так и на оккупированных территориях), либо обвиняет в них украинскую сторону.

#### Обстрелы Мариуполя
9 марта российская авиация произвела бомбардировку здания родильного дома в Мариуполе, в результате погибло 4 человека и пострадало как минимум 17 человек. Российская сторона отрицала все обвинения и заявляла, что соблюдала «режим тишины», больница давно не работала, а помещение было опорным пунктом украинского батальона «Азов». Однако главный редактор фактчекингового проекта «Проверено.Медиа» Илья Бер в своём расследовании сделал вывод, что в сделанных до обстрела сообщениях российских властей о размещении националистических батальонов в родильных домах, даже если им можно доверять, либо не назывались номера родильных домов, либо назывался роддом № 1, а не разбомбленное родильное отделение больницы № 3. Утверждения о том, что одна и та же беременная Марианна Подгурская выдавала себя за двух жертв российской бомбардировки, не соответствуют действительности, что подтверждается и данными фактчекинга от Factcheck.org, и расследованием от BBC. Таким образом был сделан вывод, что утверждения о «постановочных» и «срежиссированных» кадрах обстрела не выдерживают никакой критики и точно не соответствуют действительности. Свой разбор Илья Бер подытожил следующими словами: «Пока мы не знаем точно, кто именно и откуда совершил обстрел родильного отделения больницы № 3 Мариуполя. Однако предполагаем, что однажды кто-то понесёт за это реальную ответственность».
16 марта российская авиация произвела бомбардировку здания драматического театра, в результате погибло более 300 человек. Министерство обороны РФ заявило, будто здание не рассматривалось войсками РФ в качестве цели, 16 марта по наземным целям авиаудары не наносились, а во взрыве обвинило полк «Азов». В открытых источниках были опубликованы свидетельства, противоречащие утверждениям Минобороны РФ, дальнейшие расследования также признали версии ВС РФ несостоятельными.

#### Резня в Буче
В апреле 2022 года украинские власти заявили, что обнаружили на улицах сотни тел гражданских лиц в Буче. Информация, предоставленная украинскими чиновниками, распространилась в международных СМИ, вызвав глобальный протест по поводу российской позиции. Российская сторона последовательно отрицала свою причастность к массовым убийствам гражданского населения в Буче и либо называла свидетельства убийств поддельными, либо обвиняла в них украинскую сторону, несмотря на многочисленные доказательства того, что тела убитых гражданских появились в Буче во время присутствия российского военного контингента и свидетельства совершения убийств мирных жителей российскими военными.
В ответ Россия официально отрицала какую-либо связь с событиями в Буче и даже пыталась поставить под сомнение правдивость кадров, появившихся в публичном пространстве, распространяя в социальных сетях короткие видеоролики сомнительного качества, воспроизведённые в замедленном режиме, давая зрителю идею о том, что все это было просто хорошо организованной постановкой, а трупы на самом деле были актёрами, играющими роли.
Международные СМИ и учёные же отмечают, что заявления представителей России о произошедшем не соответствуют действительности. Так, хотя российская сторона утверждала, что о трупах на улицах Бучи не сообщали на протяжении четырёх дней (с ухода войск из Бучи 30 марта до первых фотографий трупов 3 апреля), на самом деле российские войска ещё оставались в окрестностях города до 1 апреля, в тот же день в украинских телеграм-каналах появились первые фотографии с места событий. Наблюдаемые движения трупов на видеодоказательствах резни в Буче якобы на самом деле объяснялись искажениями из-за капли дождя, стекающей по лобовому стеклу, или искажением картинки в зеркале заднего вида. Заявления о том, что трупы якобы выглядят слишком «свежими», были отвергнуты судмедэкспертами. Наконец, обвинения украинских войск в убийствах мирных жителей опровергаются тем фактом, что трупы появились до выхода из города российских войск. Подлинность времени спутниковых снимков Maxar, оспариваемого пророссийскими СМИ, была подтверждена BBC.

#### Ракетный удар по торговому центру в Кременчуге
Россия отрицала свою вину в ударе по торговому центру в Кременчуге, убившему как минимум 20 человек. Российская сторона заявляла, что торговый центр к моменту нанесения удара был «не функционирующим», а пожар в ТЦ начался из-за детонации поступивших из западных стран боеприпасов, которые якобы хранились в соседнем здании завода, куда и наносили удар российские войска. Оба эти утверждения не соответствуют действительности.
Свидетели, опрошенные Human Rights Watch, подтвердили, что торговый центр в момент удара был открыт, о том же свидетельствуют фотографии чеков о покупках, сообщения о пропавших без вести, появившиеся после удара, опубликованные видео и посты в соцсетях и другие свидетельства.
В результате анализа видеозаписей и совмещения их с картой местности было установлено, что один удар был нанесён в районе восточной стороны ТРЦ, а второй — по северной стороне завода, рядом с южным краем пруда. Завод расположен приблизительно в 300 метрах к северу от торгового центра, а сами здания разделены стеной, растительностью и железнодорожными путями, что делает маловероятной версию возгорания ТРЦ в результате детонации боеприпасов. Исследователям Human Rights Watch, посетившим завод, и Bellingcat не удалось обнаружить никаких сведений, показывающих, что на заводе вообще хранились боеприпасы.

#### Обстрел вокзала Краматорска
Ракетный удар по вокзалу в Краматорске унёс жизни 57 человек. Россия обвинила Украину в совершении этого преступления, заявив, что на вооружении армии РФ нет «Точки У» — ракеты, которой был нанесён удар. Тем не менее, Управление Верховного комиссара ООН по правам человека, Human Rights Watch и Amnesty International отмечают, что имеются достоверные сведения об использовании таких ракет российской армией после начала вторжения России на Украину.
Кроме того, Донецкий телеканал «Юнион» сообщил, что украинские военные ранее использовали в Донбассе ракеты Ш91565 и Ш91566 из той же серии, что и в Краматорске — с разницей в 13 единиц в серийном номере, и сделал вывод, что ракета числилась на балансе ВСУ. Однако The Insider указывает, что близость серийных номеров не может свидетельствовать о применении ракеты какой-либо стороной, поскольку заводская нумерация ракет, поставлявшихся с Воткинского машиностроительного завода по всему СССР, была сквозной, и принадлежность ракеты к конкретной партии по серийному номеру определить невозможно. Так, в сирийской провинции Идлиб использовались ракеты «Точка-У» с номером, близким к ракете, примененной ВСУ под Снежным.

### Заявления о планах вторжения Украины в ЛНР, ДНР или Россию
9 марта российские СМИ и правительство России распространяли фотографии секретного приказа командующего Национальной гвардией Украины о подготовке атаки украинских вооружённых сил на Донбасс, которая была якобы запланирована на март 2022 года. Во-первых, этот документ не секретный, на нём отсутствует соответствующий гриф, во-вторых, в нём речь идёт не о подготовке наступления на Донбасс, а о проведении учебных совместных сборов ВСУ и НГУ в Старичах. Хотя Донбасс упоминался в документе, эти упоминания не были важной частью документа и не предполагали агрессии против Донбасса.
С 24 марта в российских провластных Telegram-каналах стала распространяться дезинформация о якобы найденных на Украине медалях «За взятие Крыма» и наградных удостоверениях к ним на украинском языке. Это, как утверждается, доказывает, что если бы Россия не начала вторжение, то Украина напала бы на Крым. Тем не менее, целый ряд недочётов указывает на то, что медали были подделаны: в приложенной к награде бумаге допущена ошибка в инициалах президента Украины (они указаны на русском, а не на украинском языке — «В.А.» вместо «В.О.»), а «указ» ошибочно назван «наказом», сама медаль визуально отличается от остальных украинских наград за воинскую службу. По мнению радио «Свободы», данный фейк был создан для того, чтобы подкрепить официальную позицию России о якобы оборонительном характере вторжения на Украину.

### Зеленский употребляет наркотики
В Интернете были опубликованы пророссийскими сторонниками различные отредактированные клипы в попытке дискредитировать украинского президента Владимира Зеленского.
Дезинформация о наркомании Владимира Зеленского получила распространение в российской пропаганде после начала вторжения России на Украину и активизации антиукраинской пропаганды. С помощью дезинформации Кремль попытался дискредитировать Зеленского, назвав его наркоманом. Обвинения с российской стороны не подтверждались аргументами и доказательствами. Как отметил научный сотрудник Лаборатории цифровой криминалистики Атлантического совета Роман Осадчук, ни одно из утверждений не было подкреплено чем-либо, напоминающим поддающимися проверке факты, однако это не помешало российским официальным лицам продвигать теорию заговора. Он пишет, что в поддержку утверждений о предполагаемой наркозависимости Зеленского российские СМИ цитировали бывшего народного депутата Украины Илью Киву, российского нарколога и случайных обозревателей, но ни одно из их утверждений «не содержало реальных доказательств в поддержку утверждения».
Российская пропаганда регулярно рассказывает о том, что Зеленский якобы употребляет наркотики, и называет его наркоманом. Как отмечает журнал Vice, утверждения о том, что Зеленский является наркоманом, впервые появились в российских государственных СМИ ещё в декабре 2021 года, когда начали стягиваться российские войска вдоль границы с Украиной.
Образ Зеленского как наркомана поддерживался, среди прочего, с помощью «наркологов», без проблем ставивших диагноз по фотографиям украинского президента. Например на провластных российских страницах в социальных сетях публиковалась дезинформация о том, что Владимир Зеленский якобы является наркоманом, а в качестве доказательства приводилось интервью с военным психологом Алексеем Захаровым, приводящим ряд пунктов, свидетельствующих о якобы наркозависимости украинского президента: «Пристрастие к наркотическим средствам свойственно артистической среде. Что касается психологических аспектов поведения Зеленского — здесь надо разбираться не психологу, а психиатру, ведь у него выстроены зависимости. Как пациенту ему может помочь только врач. Человек находится в наркотической зависимости, а это тяжелое психиатрическое заболевание, которое нужно лечить». Как сообщает сайт по проверке фактов Factcheck.ge, медицинская часть незначительна и касается в первую очередь не точного и научного диагноза, а личных оценок Захарова того, как выглядит Зеленский, и значительная часть интервью состоит из ряда политических обвинений, не связанных с медициной.
В декабре 2021 года бывший руководитель Офиса президента Украины Андрей Богдан рассказал изданию Lenta.ru, что раньше Зеленский не замечал своей наркозависимости, однако теперь всё изменилось. Factcheck.ge сообщает, что и в этом интервью присутствуют бездоказательные голословные обвинения в основном политического характера. Советник руководителя Офиса президента Украины Михаил Подоляк назвал интервью Андрея Богдана «историей обычного обиженного неудачника».
25 февраля 2022 года президент России Владимир Путин косвенно назвал Зеленского наркоманом, охарактеризовав украинское руководство как «шайку наркоманов и неонацистов», засевшими в Киеве и «взявшими в заложники украинский народ», не уточнив, о ком именно идёт речь. Как отмечает «Сибирь.Реалии», Путин не назвал конкретных имен, однако пропагандисты намеренно ударили по двум целям: украинскому полку «Азов» («неонацисты») и Владимиру Зеленскому («наркоман»).
В период вторжения России на Украину вновь появились заявления об употреблении Зеленским наркотиков, на этот раз в виде вводящих в заблуждение видеороликов, размещённых в Интернете с надписями на французском и английском языках. В первые месяцы после начала вторжения российские чиновники и государственные СМИ неоднократно утверждали о «наркомании» Зеленского. Нарратив, например, часто употреблял телеведущий и пропагандист Владимир Соловьёв, который, среди прочего, называл Зеленского главарем «шайки наркоманов и неонацистов». В подтверждение своей аргументации пропагандисты, как правило, предоставляли вырванные из контекста видеоролики или отфотошопленные изображения. Российские государственные СМИ также цитировали пророссийского украинского политика Илью Киву, обвинявшего Зеленского в употреблении наркотиков.
В апреле 2022 года министр иностранных дел России Сергей Лавров опроверг утверждения Зеленского о том, что Кремль планирует использовать тактическое ядерное оружие в войне, заявив в интервью журналу India Today: «Он много что говорит. Зависит от того, что он пьёт или курит, он многое говорит».
Расследование вокруг волны обвинений в адрес президента Украины провели фактчекеры французского телеканала France 24, в ходе которых было выявлено как минимум 3 крупных факта дезинформации. В частности, речь идёт о двух фейковых фото, где на столе, рядом с политиком, с помощью цифровых технологий добавлены «дорожки» кокаина, и одном отредактированном интервью Зеленского «Украинской правде» 21 января 2019 года, ещё до победы на президентских выборах.
- Онлайн-встреча с Илоном Маском.
  - На первом видео, опубликованном как минимум 23 апреля в основном в пророссийских Telegram-каналах[120][123], а затем распространившемся на другие платформы социальных сетей и языки[127], утверждается, что на столе Зеленского во время видеочата с Илоном Маском видна куча белого порошка. Когда камера приближается к экрану компьютера, кажется, что куча белого порошка и размытая золотая банковская карта лежат на левой стороне стола, рядом с рукой Зеленского. Клип воспроизводится с нормальной скоростью, а затем снова в замедленном режиме, когда камера перемещается по части стола с порошком[122].
  - Фактчекеры из издания Snopes выяснили, что вышеупомянутый фрагмент видео взят из более длинного 13-секундного ролика. Он был опубликован в Instagram-аккаунте Зеленского ещё 6 марта[120][128]. Журналист «Би-би-си» Шаян Сардаризех также отметил, что оригинальное видео было снято в марте[128]. В подписи к посту президент поблагодарил Маска за поддержку Украины, отметив, что на следующей неделе должна была прийти очередная партия систем Starlink для разрушенных городов; также они обсудили потенциальные космические проекты[128].
  - По заявлению основателя Bellingcat Элиота Хиггинса, куча белого порошка была «прифотошоплена» к видео. В оригинальном видео, опубликованном 6 марта, на столе не было видно порошка[123]. В ролике левая часть стола Зеленского явно пуста, а рядом с его ноутбуком лежат размытый телефон и бумаги. Когда камера приближается, чтобы показать Маска на экране президента, отражения от освещения комнаты синхронно движутся по пустой части стола[123]. Некоторые пользователи задались вопросом, было ли отредактировано само видео от 6 марта, однако через две секунды после начала видео можно увидеть отражение света на столе через карту, когда камера приближается к экрану ноутбука. Однако банковская карта не светится должным образом, что доказывает, что она была добавлена в цифровом виде[123][128]. Агентство «Рейтер» сообщило, что в клип добавили белый порошок на стол[129].
  - В оригинальном ролике на том месте, где должны быть порошок и карточка, ничего нет — изображена пустая часть стола. Видео было опубликовано на сайтах «Би-би-си» и The Guardian, там так же нет следов наркотиков на столе[128].
- «Чистосердечное признание».
  - Во втором видео, опубликованном 18 апреля в Telegram-канале «Invaccinable», показано интервью, в котором Зеленский якобы самостоятельно заявляет, что он «наркоман»[123]. Как утверждается в дезинформационном материале, Зеленский там «признаётся»: «Офигенно! Офигенно. Энергетик номер один, серьёзно. Это энергия на весь день. В 7 утра я встал, погулял с собачкой, и я действительно нюхаю наркотики. Это режим, я в нём живу. Всем советую, только не тяжёлые наркотики, потому днём тогда хочется спать. И этого заряда мне хватает до вечера»[118][128].
  - По информации «Детектора мифов» и AFP, короткие варианты этого признания в употреблении наркотиков на YouTube были ещё в 2019 году, а само видео — это монтаж нескольких отрывков из настоящего интервью Зеленского того же года, когда тот заявил о намерении принять участие в президентских выборах. Оригинал вышел в январе 2019 года в издании «Украинская правда». Там будущий президент действительно говорил о наркотиках, а также о спорте и любви к кофе[128]. Во время интервью журналист Роман Кравец сообщил Зеленскому, что ходят слухи, что он употреблял кокаин, что побудило Зеленского отрицать, что он употребляет наркотики, сказав: «Офигенно. Не, я сижу на белом, но на стуле, это не кокс. Я не употребляю наркотики, нюхаю кофе, потому что я действительно кофеман, я очень люблю кофе, это правда»[130][131].
- Селфи-видео Зеленского.
  - В третьем видео, распространявшимся с 17 апреля, показано, как президент Украины, демонстрирует некоторые предметы в своём кабинете[123]. Он последовательно показывает свой рабочий стол с документами, фото семьи, статуэтки и флаг Украины, при этом произносит: «Добрый вечер всем! 52-й день. Что могу сказать… Мы крепкие. Работаем. Любим. Благодарим. Гордимся. И всех победим». Поделившиеся видео заявили, что он снял себя после употребления кокаина и что видео было «удалено из Интернета»[128]. Они также утверждают, что видели часть «дорожки» на его столе. В исходном видео, опубликованном 16 апреля в Instagram, Зеленский докладывает о 52-м дне войны на Украине[123].
  - Сравнивая исходное видео с тем, которое распространили пользователи, издание France 24 также заметило небольшие визуальные и звуковые отличия: для более сложного восприятия всех деталей было ухудшено качество видео. Предполагаемый кокаин на его столе, согласно выводу издания, является отблесками света и золотых линий, выбитых на поверхности стола, что видно на других изображениях кабинета президента[123].
  - Как рассказала ведущая передачи Fake News Мария Борзунова, на обращение Зеленского обратили внимание и в эфирах федеральных телеканалов — НТВ и «Россия 1». Корреспондентка Валерия Алёхина из «Итогов недели с Ирадой Зейналовой» за 24 апреля заявила: «Пользователи усомнились в том, что в данный момент он полностью себя контролировал, и обратили внимание на непонятные белые полосы на столе. При этом сначала запись опубликовали во всех официальных соцсетях Зеленского, а потом удалили. Что это было, никто так и не понял». В «Вестях недели с Дмитрием Киселёвым» упомянули, что в том видео на столе заметны «странные полосы чего-то похожего на белый порошок»[128].
  - Оригинальное обращение Зеленского было опубликовано в официальном Instagram-аккаунте ещё 16 апреля. Там ролик выложен в хорошем качестве, поэтому полосы можно разглядеть получше. В действительности это не следы кокаина, не рассыпанная сода или мука с сахарной пудрой, как шутили в комментариях. Согласно изданию Factcheck.kz, это двойной золотой орнамент, который идёт вдоль всего стола и продолжается за фоторамкой, блики которой создали эффект другой белой полосы. Этот же золотистый орнамент виден и на других фото и видео как с Зеленским, так и с его предшественниками на посту президента Украины[128].
- Памятник Зеленскому в виде носа в Милане.
  - В январе 2023 года в социальных сетях разошлась фотография арт-инсталляции в Милане, якобы посвящённой Владимиру Зеленскому. Памятник представляет собой огромный человеческий нос с ведущей к нему дорожкой из белого порошка. Как отмечает фактчекинговый ресурс Проверено.Медиа, скульптура же в действительности не имеет никакого отношения к украинскому президенту, она посвящена борьбе с торговлей наркотиками и их потреблением. Автор скульптуры Кристина Донати Мейер отметила, что её работа осуждает «масштабный оборот наркотиков в Милане и его центральных районах»[116].

### Бегство и капитуляция Зеленского
Российское государственное информационное агентство ТАСС заявило, что Зеленский бежал из Киева после вторжения, а также что он сдался. Зеленский использовал социальные сети для публикации заявлений, видео и фотографий, чтобы противостоять данной дезинформации.
Российский государственный телеканал «Россия-1» распространил не соответствующие действительности заявления о том, что Владимир Зеленский бежал из Украины после ракетных ударов 10 октября 2022 года.

### Зеленский снимает свои видео с помощью хромакея
Некоторые пользователи ложно утверждали, что Зеленский использовал зелёный экран или киностудию, чтобы сделать вид, что он находился в Киеве, когда на самом деле скрывался в ссылке. С самого начала конфликта он использовал социальные сети для прямой связи с гражданами Украины, включая военных. Президент иногда снимал видео на фоне улиц Киева с помощью режима «селфи». После вторжения российской армии Зеленский бо́льшую часть времени проводит в Киеве — это подтверждается новостями о визитах в этот город западных политиков, таких как Борис Джонсон и Эмманюэль Макрон. Однако пророссийские аккаунты заявляли, что украинский президент снимает их на фоне хромакея. Подобные обвинения распространились в Интернете после того, как 19 марта 2022 года было опубликовано видео, где Зеленский призывает Россию к переговорам, чтобы ограничить разрушения, вызванные вторжением. На нём он стоит на безлюдной улице в темноте.
Эта теория получила дополнительную поддержку 11 октября 2022 года, когда в Интернете были размещены изображения, на которых президент стоит перед хромакеем в окружении высокотехнологичного видеооборудования. Аккаунты в социальных сетях распространяли эти изображения, а также видео, утверждая, что это изображение является доказательством того, что видео, публикуемые Зеленским в социальных сетях, сняты в студии. Фактчекеры телеканала France 24 обнаружили, что некоторые изображения были вырваны из контекста — они были сделаны во время форума, проходившего в июне 2022 года, где Зеленский предстал в виде голограммы. При этом France 24 отметил, что не может сказать наверняка, что президент никогда не использовал хромакей в своих видео.

### Сообщения о применении запрещённого оружия

#### Сообщения о применении химического оружия
Официальные лица США заявляли, что у них есть разведданные, предполагающие, что Россия может готовиться применить химическое оружие на Украине. Это заявление позже публично поддержал президент США Джо Байден. Однако в апреле 2022 года официальные лица США сообщили NBC News, что нет никаких доказательств того, что Россия провозила химическое оружие вблизи Украины, что разведданные основаны на слабых доказательствах, и что они были обнародованы для сдерживания России от применения химического оружия. Один из официальных США заявил: «Это не обязательно должна быть надёжная информация. Важнее опередить их [россиян], особенно Путина, прежде чем они что-то сделают».
Американские государственные деятели также заявили, что Россия обратилась к Китаю за потенциальной военной помощью, но это утверждение, по словам одного европейского чиновника и двух официальных лиц США, не имеет веских доказательств. Официальные лица США сообщили NBC News, что нет никаких признаков того, что Китай рассматривает возможность предоставления оружия России, и что администрация Байдена сделала это заявление, чтобы отговорить Китай от фактической помощи России.

#### Сообщения о применении запрещённых мин
- Минирование акватории Чёрного моря — Российские СМИ и госорганы периодически обвиняли украинские ВМС в массовом применении устаревших морских мин[57]; в частности ими заявлялось о большом количестве дрейфующих (отцепленных от цепей) мин, запущенных с украинских берегов[141]. Большую часть повреждённых и затопленных в ходе военных действий гражданских судов российская армия списывала на результаты попадания на мину[142][143]. В то же время министерство иностранных дел Украины заявило, что использующиеся мины соответствуют ранее применявшимся Украиной, но списанным и находившимся на хранении в аннексированном Севастополе[144][145]; в расследовании Naval News также посчитали возможность обширного применения мин скованным у Одесских берегов украинским флотом маловероятным[57].
- Применение лепестковых мин — Обе стороны обвиняли друг друга в применении советских противопехотных мин-лепестков ПФМ-1[146][147]; при этом на 2022 год у украинской армии осталось ориентировочно 3.3 млн мин (остальные были уничтожены после подписания Оттавского соглашения), и официально на вооружении украинской армии они не состоят. Российская сторона Оттавский договор не подписывала и лепестковые мины из арсенала не выводила. К августу Human Rights Watch нашли доказательства применения Россией «не менее семи типов противопехотных мин как минимум в четырёх областях Украины» с 24 февраля 2022 года, а также не обнаружила доказательств того, что Украина использовала подобные мины, что было бы равносильно нарушению Оттавского договора[148][149].

#### Сообщения о применении фосфорных бомб
Украинские власти неоднократно обвиняли Россию в использовании фосфорных боеприпасов: в боях за Киев и в обстрелах Краматорска в марте, а также против обороняющихся на металлургическом заводе «Азовсталь» в ходе боев за Мариуполь в мае. В свою очередь, Министерство обороны России утверждало, что вооружённые силы Украины использовали фосфорные боеприпасы при обороне аэропорта Антонов в конце февраля. Экспертизы, позволяющие установить, имело ли место применение фосфорных боеприпасов, не производились, а анализ фото- и видеоматериалов допускает различные интерпретации. Независимые эксперты, опрошенные СМИ и изучившие фото- и видеоматериалы, утверждая о высокой вероятности факта применения зажигательного оружия, заявили о нехватке данных, позволяющих установить, применялся ли белый фосфор или боеприпасы на основе термита.

#### Сообщения о применении кассетных боеприпасов
Несмотря на все доказательства применения Россией кассетных боеприпасов на Украине, российская сторона отрицает применение кассетных боеприпасов своими войсками; в частности, Дмитрий Песков назвал обвинения «уткой».

### Пропаганда в отношении Польши
Российские СМИ неоднократно заявляли о якобы намерениях Польши аннексировать западную часть Украины. Также выдвигались и другие версии якобы агрессии Польши, в том числе и захват территорий бывшей Польской республики. Эти версии восходят к «плану Жириновского» — схеме о разделе территорий Украины, в котором запад Украины был бы полностью под Польшей (но части Закарпатья были бы под Венгрией, как во время Королевства Венгрия).

### Заявления об обременительности ленд-лиза
Некоторые российские источники заявляли, будто программа ленд-лиза повлечёт за собой огромные долги для Украины перед США. Как отмечает издание The Insider, это неправда: любое военное оборудование, поставленное по программе ленд-лиза и потерянное в бою, списывается, и государство, получившее помощь, за него ничего не должно. Оставшееся же целым оборудование Украина может вернуть и совершенно не платить. Перечислять деньги США будет необходимо, только если Украина решит оставить уцелевшее во-оружение в стране после боевых действий.

### Планы Украины применить «грязную бомбу»
Россия обвиняла Украину в попытках создать «грязную бомбу» как минимум в первые дни после начала вторжения российской армии на Украину в конце февраля 2022 года. Ранее в российской прессе были публикации о возможности создания на Украине «грязной бомбы» и даже ядерного оружия. Например 17 сентября 2014 года в газете «Известия» опубликовали статью под названием «Украина может создать ядерную бомбу за 10 лет», где также говорилось о «грязной бомбе». Тогда основными аргументами были либо ссылки на какую-либо конфиденциальную информацию, либо слова различных комментаторов, которые выступали по телевидению, в прессе или публиковали посты в социальных сетях.
В марте 2022 года российские государственные информационные агентства заявили без каких-либо доказательств, что Украина разрабатывает ядерное оружие на основе плутония на Чернобыльской АЭС.
Telegram-канал Readovka исказил комментарии генерального секретаря МАГАТЭ Рафаэля Гросси о том, что Украина производит «грязную бомбу». В заявлении, сделанном в Давосе 25 мая, Гросси выразил обеспокоенность тем, что атака на контролируемую Россией Запорожскую АЭС может привести к случайному выбросу радиоактивных материалов. Readovka использовал комментарии Гросси, чтобы предположить, что Киев использовал концентрированный плутоний и уран для производства грязной бомбы. Канал также намекнул, что если радиоактивные материалы пропали, то это потому, что Украина использовала их для изготовления грязной бомбы.
Обвинения Украины в том, что она готовится применить «грязную бомбу» и свалить это на Россию, стали широко распространяться российскими политическими и военными деятелями в октябре 2022 года. 24 октября начальник войск радиационной, химической и биологической защиты Игорь Кириллов, где изложил детали вероятного, по мнению Минобороны РФ, развития событий. Российские военные утверждают, что материалы для бомб могут быть получены с 3 действующих атомных электростанций Украины, недействующей Чернобыльской АЭС, объектов захоронения радиоактивных отходов, химической и атомной промышленности. По словам Минобороны РФ, «две организации Украины имеют конкретные поручения по созданию так называемой „грязной бомбы“. Работы находятся на завершающей стадии». Кириллов заявил, что Украина не просто создаёт «грязную бомбу», а попытается сымитировать неполное срабатывание российского ядерного заряда. Цель — обвинить Россию в применении оружия массового уничтожения «и тем самым запустить в мире мощную антироссийскую кампанию, нацеленную на подрыв доверия к Москве». Никаких доказательств не было обнародовано, кроме ссылок на информацию, имеющуюся у министерства обороны.
В тот же день министр обороны России Сергей Шойгу связался с министрами обороны Франции, Турции, Великобритании и США и сообщил, что России стало известно о её намерении применить «грязную бомбу» на территории Украины с целью «провокации», чтобы затем обвинить в этом российскую сторону. При этом никаких доказательств Шойгу не предоставил. Президент России Владимир Путин позже рассказал, что лично дал Шойгу такое поручение.
На Западе предупреждение отвергли и назвали ложным, а также назвали попыткой подготовить ложный предлог для применения самой Россией «тактического» ядерного оружия. Госсекретарь США Энтони Блинкен назвал «абсолютной выдумкой» заявления Москвы о возможном применении Украиной «грязной бомбы», тем не менее ситуация вызывала серьёзную обеспокоенность Вашингтона. Генеральный секретарь НАТО Йенс Столтенберг предупредил Россию о её «ложных» заявлениях о том, что Киев может использовать «грязную бомбу». В совместном заявлении министры иностранных дел Франции, Великобритании и США заявили, что их правительства «отвергают откровенно ложные утверждения России о том, что Украина готовится применить грязную бомбу на своей собственной территории», подчеркнув, что они будут продолжать поддерживать Украину в «лицо жестокой агрессивной войны президента Путина». 25 октября пресс-секретарь президента РФ Дмитрий Песков осудил отрицание планов Киева создать «грязную бомбу».
Согласно оценке журналистов из Deutsche Welle, Россия, обвиняя Украину в желании применить «грязную бомбу», пытается запутать западных союзников Киева, вероятно, отвлечь внимание мира от своих реальных военных целей. Институт изучения войны сообщил, что Шойгу, «вероятно, стремился замедлить или приостановить военную помощь Запада Украине и, возможно, ослабить альянс НАТО с помощью нагнетающих страх призывов». Организация добавила, что Кремль вряд ли готовит неизбежную атаку «грязной бомбой» под ложным флагом.
В интервью репортёру Русской службы Би-би-си Стиву Розенбергу глава Службы внешней разведки Сергей Нарышкин заявил: «Стремление киевского режима к обладанию ядерным оружием человечество видело на протяжении нескольких шагов начиная с того дня (19 февраля), когда президент Зеленский выступил на конференции по безопасности в Мюнхене, тогда уже были понятны его амбиции обладать ядерным оружием». 25 заместитель постпреда России при ООН Дмитрий Полянский заявил, что после того как Россия предала огласке имеющиеся у неё данные, в Киеве якобы «поднялась большая суета» и программу создания «грязной бомбы» начали сворачивать.
Украинская сторона категорически отрицает наличие у Украины грязной бомбы и намерение её применить. Президент Украины Владимир Зеленский заявил: «Если кто-то может применить ядерное оружие в нашей части Европы, то это лишь один субъект — и этот субъект как раз и приказал товарищу Шойгу куда-то там звонить». 23 октября глава МИД Украины Дмитрий Кулеба сообщил в Твиттере: "Украина отвергает обвинения России в попытках создать «грязную бомбу». «Во-первых, Украина является верным участником [Договора о нераспространении ядерного оружия]: у нас нет никаких „грязных бомб“ и мы не планируем их иметь. Во-вторых, россияне часто обвиняют других в том, что планируют сами»". 24 октября Кулеба обратился к Рафаэлю Гросси с просьбой немедленно направить экспертов на мирные объекты на Украине, описывающиеся российскими представителями как места разработки «грязной бомбы». Украинская сторона пригласила инспекцию МАГАТЭ приехать и проверить, есть ли у Украины возможности и намерения создать такую бомбу. МАГАТЭ не нашло признаков разработки «грязной бомбы» на Украине.
27 октября Твиттер-аккаунт МИДа России сообщил в своём англоязычном Твиттер-аккаунте, что ему сообщили, что две неназванные украинские организации получили прямой заказ на изготовление «грязных бомб». На фотографиях, размещённых в Twitter МИД России, видны неизвестная атомная электростанция, контейнеры для хранения радиоактивных отходов и полиэтиленовые пакеты со знаком радиации и надписью «Радиоактивно» на латинице. Ведомство также добавило к фото подпись, в которой говорилось: «Работы по созданию грязной бомбы в Украине вышли на завершающую стадию». Пользователи Твиттера заявили, что фото с полиэтиленовыми пакетами было сделано в Мексике в 2016 году, а слово «радиоактивно» написано на словенском языке. Фотографию впервые опубликовала мексиканская полиция, обнаружившая украденные из Словении радиоактивные материалы. Правительство Словении ответило на заявление МИД РФ о «грязных бомбах» сообщением главы словенского агентства по контролю за радиоактивными отходами ARAO Санди Виршека о том, что радиоактивные отходы хранятся в Словении с соблюдением всех мер предосторожности и никаких работ по «грязным бомбам» не проводилось.

### Операция «Доппельгангер»
С января 2023 года Россия тратит большие ресурсы на то, чтобы сеять раскол внутри украинского и западного общества, чтобы уменьшить поддержку Украины Западом и ослабить поддержку действующей украинской власти внутри страны. Кампанией распространению дезинформации в Украине руководил Сергей Кириенко. Основные задачи кампании: дискредитация военного и политического руководства Украины, раскол украинской элиты, деморализация украинских войск, дезориентация украинского населения. Основным средством было написание постов и комментариев в социальных сетях, каждую неделю сотрудники «ферм троллей»  отправляли в социальные сети более 1300 сообщений и более 37.000 комментариев. Зарабатывали они около 60.000 рублей в месяц.
В течение первых 6 месяцев операция успеха не имела: уровень доверия действующему президенту оставался в районе 70%. Тогда в кампании стали применяться страницы-двойники официальных европейских органов, чиновников и изданий, где размещались фейковые статьи и заявления, которые затем через социальные сети распространялись при помощи «ферм троллей» на украинскую аудиторию под видом настоящей. Операция «Доппельгангер» сыграла значительную роль в раздувании конфликта между Залужным и Зеленским в конце 2023 года. Летом 2023 года тысячи фейковых аккаунтов в сети TikTok распространяли взятую с поддельных сайтов BBC ложную информацию о том, что на тот момент министр обороны Украины Резников якобы недавно купил большую виллу Испании, другую недвижимость и роскошные автомобили, что в итоге сыграло роль в его отставке в сентябре 2023 года.

## Украинские темы

### «Призрак Киева»
«Призрак Киева» — украинская распространявшаяся в СМИ городская легенда об украинском лётчике-асе, якобы сбившем множество российских самолётов в воздушных боях за Киев. Через несколько дней после вторжения российских военных на Украину в СМИ появилась история чрезвычайно смелого лётчика, который всего за один день сбил 6 российских самолётов. Как только новость была обнародована, пользователь TikTok опубликовал изображения, утверждающие, что заснял «Призрака Киева». Десятки веб-сайтов и СМИ разместили эти изображения в новостных бюллетенях или передачах с указанием источника. Официальный Twitter-аккаунт Украины и министерство обороны Украины делились этими видео и активно распространяли эти фейки. Выяснилось, что видео, которым они поделились, было подделкой и было создано в видеоигре под названием Digital Combat Simulator. Проверка фактов показала, что множество свидетельств о существовании «призрака Киева» были подделаны и его существование не может быть достоверно подтверждено. Позднее ВВС Украины в своём Твиттере сделали заявление, что призрак Киева является собирательным образом летчиков из 40-й бригады тактической авиации воздушных сил. Эксперты заявили, что такие истории, как «Призрак Киева», являются частью украинской пропаганды или кампанией по поднятию морального духа.

### «Стражи острова Змеиный»
24 февраля газетой «Украинская правда» была опубликованная вирусная аудиозапись, где экипаж российского военного корабля предлагает украинским пограничникам на острове Змеиный сдаться, в ответ на что получает ругательство. Президент Украины Зеленский объявил о смерти пограничников, но спустя несколько дней украинские официальные лица признали, что пограничники оказались живы и были захвачены в плен российскими войсками. Эксперты заявили, что такие истории, как «Змеиный остров», являются частью украинской пропаганды или кампанией по поднятию морального духа, или, возможно, и тем, и другим.

### «Единый марафон»
С февраля 2022 года украинцы получили доступ к телемарафону «Единые новости», рассматривавшемуся как ключевой инструмент информационной войны. Однако по прошествии почти двух лет войны интерес к программе уменьшился из-за усталости украинцев от войны. Критики утверждают, что «Единые новости» искажают реальности военных действий, умалчивая о событиях на фронте и ослабляющую поддержку Украины со стороны Запада, и стали скорее рупором правительства, чем объективным источником. Рейтинги доверия телемарафону за последние месяцы 2023 года снизились из-за эволюции содержания телемарафона и восприятия программы как политического манипулирования. Вместо этого разочарованные действиями правительства и недостижимой победой украинцы предпочли развлекательные программы.
Запрет участия оппозиционных каналов также вызвал волнение относительно объективности канала, а патриотический подтекст стал восприниматься как преувеличенный. Освещение контрнаступления Украины в 2023 году также вызвало недовольство, поскольку оно представлялось слишком оптимистичным, несмотря на неудачи и провалы, сопровождавшие этот период.
Медиаэксперт Игорь Куляс, анализируя «Единый марафон» для украинской организации «Детектор медиа», отметил, что участники шоу в течение большей части 2023 года акцентировали внимание на «эффективности и мастерстве украинских сил», в то время как российские силы описывались в крайне негативном свете, что создавало «совершенно другую реальность» по сравнению с реальной обстановкой на местах. Некоторые украинские военные считают «Единый марафон» «оторванным от реальности миром, которым кормят украинского зрителя». Бывший кинокритик, а впоследствии солдат ВСУ Антон Филатов считает, что дезинформация в отношении России является скрытой целью этого телемарафона. Военный высказал негодование по поводу обещаний отбить ключевые объекты за считанные недели, избытка современного оружия, обобщений о россиянах как «рукожопых придурках» и их командирах как «дебилах»; рассказы в новостях при этом в целом воспринимаются как «приторное успокаивающее мирных».

### Уничтожение танком машины
25 февраля в социальных сетях распространилось снятое в Киеве 25-секундное видео, в котором был показан якобы российский танк, который, сделав крутой поворот, намеренно наезжает на гражданскую машину. Один из роликов, показывающих данное событие, за несколько дней набрал более 1,3 млн просмотров. Военные эксперты заявили изданию USA Today, что невозможно достоверно определить, кто управлял бронемашиной — россияне или украинцы. Западные журналисты утверждали, что на видео видно, как российский танк умышленно наезжает на мирное население. Отмечалось, что нет никаких доказательств, подтверждающих это, наоборот, есть несколько указаний на то, что это украинский танк. Редакция издания France 24 обнаружила в Твиттере 7 разных видеороликов, показывающих одну и ту же сцену с разных ракурсов. Издание выяснило, что все видео были сняты утром 25 февраля в Оболонском районе Киева. Как заявили несколько журналистов и OSINT-исследователей, бронемашина представляет собой советский зенитно-ракетный комплекс «Стрела-10», в основном применяющийся Украиной. На то, что комплекс украинский, указывало и отсутствие буквы «Z», использующаяся российскими военными в качестве отличительного знака. Издание сообщило, что мужчина за рулём комплекса был одет в украинскую форму, а само его столкновение с автомобилем было случайным и произошло в результате паники водителя после начала боевых действий.

### Искажение числа военных потерь
Украинские официальные лица заявляли, что потери российских военных намного превышают оценки американской разведки и данных, опубликованных российскими властями. При этом, по словам исследователя Департамента исследований мира и конфликтов Упсальского университета Шона Дэвиса, относительно военных потерь России правительство Украины проводило кампанию, направленную на повышение морального духа. Утверждения украинской стороны при этом охотно принимались западными СМИ. Эта коммуникационная политика украинского правительства характеризовалась исследователями как «пропагандистская кампания» и «кампания по мисинформации», направленная на поощрение населения рассказами об успешном сопротивлении и военных успехах. The New York Times отмечает, что «немногие военные аналитики верят оптимистичным ежедневным сообщениям украинских военных о потерях россиян, исчисляющихся сотнями, которые, тем не менее, широко освещаются в украинских СМИ».
Проведённый украинскими учёными контент-анализ 15 самых популярных украинских сайтов показал, что ни одно из национальных СМИ не сообщало ни статистики, ни отдельных случаев массовой гибели украинских военных в боях; вместо этого региональные СМИ, не соблюдая государственную цензуру, сообщают о гибели конкретных участников с указанием в большинстве случаев их личных данных. Украинские учёные отмечают, что государству приходится сообщать о потерях, используя СМИ, чтобы не вызвать массовую панику, депрессию или другие негативные психологические последствия. Так, органы государственной власти или их представители используют косвенные или неточные сообщения о военных потерях, которые требуют дополнительного уточнения. Украина неоднократно называла цифры, носящие «откровенно спекулятивный характер». При этом потери российской стороны регулярно сообщаются в сводках и коммюнике с точными цифрами. В июле 2022 года представители министерства обороны Украины объясняли замалчивание потерь необходимостью дезориентации россиян.

### Контрнаступление в Херсонской области
Летом 2022 года ряд украинских чиновников распространили вводящую в заблуждение информацию о надвигающемся украинском контрнаступлении на юге страны в Херсонской области с целью вернуть под контроль Херсон. По сообщениям военных экспертов, Россия переместила войска с северо-востока, чтобы укрепить оборону на юге. После этого на севере Украины ВСУ провели успешную контрнаступательную операцию по освобождению Харьковской области. Украинский спецназ заявил, что получившее широкую огласку наступление в Херсонской области было дезинформационной кампанией, направленной на то, чтобы отвлечь Россию от реального наступления, которое готовилось в Харьковской области. Сотрудник пресс-службы бригады украинского спецназа Тарас Березовец отметил: «[Это] была крупная спецоперация по дезинформации <…> [Россия] думала, что это будет на юге, и передвинула своё оборудование. Тогда вместо юга наступление произошло там, где меньше всего ожидали, и это вызвало у них панику и бегство».

### Украинские мошеннические звонки
По данным Global Initiative, во время вторжения России на Украину широкое распространение получила идея украинского «патриотического преступника». Например, в Одессе проукраинские преступники стали «гиперпатриотичными» и, отмечает организация, даже патрулируют улицы вместе с правоохранительными органами. Некоторые члены преступных организаций, прежде действовавшие на ныне оккупированных восточных территориях Украины, теперь разрешили преступникам под своим командованием сражаться против России. Подобный подход был принят мошенническими колл-центрами, которые использовали патриотические настроения для набора новых работников, размещая в объявлениях о вакансиях такие вопросы как «Хочешь помочь своей стране подорвать экономику страны агрессора?[sic]».
Украинские мошеннические колл-центры сыграли значительную роль в призывах россиян к поджогу российских военоматов. В декабре 2022 года ФСБ выпустила предупреждение об украинских мошеннических звонках, сообщив, что мошенники «склоняют доверчивых граждан к совершению поджогов объектов социальной инфраструктуры, а также автомобилей в местах массового скопления людей». Большинству из этих поджигателей, согласно данным ФСБ, заявили, что они участвуют в операции по поимке преступников.
В августе 2023 года генеральная прокуратура России и министерство внутренних дел выступили с официальными предупреждениями о новой форме телефонного мошенничества, при котором россиян заставляют поджечь военкоматы с помощью давления или обмана. Ведомства утверждают, что аферисты звонят с территории Украины и выбирают своими жертвами россиян пожилого возраста. Злоумышленники представляются сотрудниками банков или полицейскими, рассказывают собеседникам, что их деньги пытаются похитить или уже похитили, либо просто угрожают неприятностями или даже убийством родных и близких, а затем требуют поджигать «объекты военной, транспортной или банковской инфраструктуры».

### Конспирологическая теория о двойниках Путина
Теория о наличии двойников Владимира Путина выступает в роли инструмента, который используют противники российского президента. На фоне слухов об ухудшении здоровья президента Украина неоднократно заявляла, что Путин использует двойников. Россия отвергла эти недоказанные обвинения. Конспирологические слухи о двойниках Путина регулярно публикуются украинскими СМИ и обсуждаются высокопоставленными украинскими политиками. Они намекали на то, что у предполагаемых двойников Путина якобы меняется мочка уха, смещена родинка и наблюдаются различные виды морщин.
В марте 2023 года советник министра внутренних дел Украины Антон Геращенко пытался найти свидетельства наличия двойников российского президента, опубликовав три фотографии подбородка Путина и усомнившись, что на этих изображениях виден один и тот же человек. Представитель пресс-службы ГУР Минобороны Украины Андрей Юсов также заявил о том, что Путин не посещал Мариуполь и отправил туда двойника — это якобы можно заметить по разному подбородку на фотографиях. Фактчеки Reuters, Snopes и итальянского openFactChecking показали, что первое предложенное для сравнения изображение было опубликовано в 2020, а не в 2023 году; вторая фотография, как и третья, была снята в Мариуполе, а не в Севастополе. Фактчек Snopes пришёл к выводу, что утверждения являются ложными.
Начальник украинской разведки Кирилл Буданов заявил, что Путин использовал трёх двойников, сделавших себе пластическую операцию, чтобы быть похожим на него. Он отметил: «Есть как минимум три человека [двойника], которые периодически появляются». В августе 2023 года Буданов бездоказательно повторил это утверждение, заявив: «Изображение уха каждого человека уникально. Его невозможно повторить».

### Фейки, связанные с мобилизацией в России
В первые недели объявленной 21 сентября 2022 года мобилизации в России западные СМИ были наводнены сообщениями о россиянах, спасающихся от призыва, а в социальных сетях распространялись как настоящие, так и фальшивые изображения конвоев с бегущими россиянами. Александр Титов из Университета Квинс в Белфасте отмечает, что слухи являются «частично кампанией по мисинформации, начатой Киевом с целью посеять инакомыслие в России» и что «распространение слухов о скорой мобилизации в России, очевидно, является частью украинской психологической войны, но чем больше они делают это без каких-либо последствий, тем менее правдоподобным это становится».
22 сентября в украинских Telegram-каналах стала распространяться так называемая «база призывников» мобилизации России от хакерской группировки «Анонимус». Как утверждалось, в распространяемом файле якобы содержались паспортные данные более 305 тысяч россиян, подлежащих мобилизации «в первую очередь». Также отмечалось, что данные получили хакеры «Анонимус», взломав сайт Минобороны РФ, однако сама группировка об этой утечке не сообщала. В Минобороны РФ предполагаемую утечку не прокомментировали, но репостнули канал «Война с фейками». В сообщении говорится, что опубликованная база данных «скомпилирована из нескольких открытых баз данных и к Минобороны не имеет никакого отношения». Основатель Conflict Intelligence Team Руслан Левиев и корреспондент «Русской службы Би-би-си» Андрей Захаров придерживаются мнения, что «база призывников» — это фейк.
30 сентября в социальных сетях появилась копия якобы приказа министра внутренних дел РФ Владимира Колокольцева. В приказе говорится о разработке механизма вызова иностранных граждан, временно работающих на территории Российской Федерации, в иммиграционную службу для дальнейшего вручения повесток и организации призыва в связи с объявленной «частичной мобилизацией». Фактчекинговый ресурс Factcheck.kg отметил, что проверка на фотомонтаж не дала результатов; издание пришло к выводу, что либо текст документа был набран от руки и распечатан, либо файл изображения несколько раз пересохранялся и сжимался, чтобы не осталось следов обработки. В тот же день посольство России в Кыргызстане сделало официальное заявление о том, что данный «документ» является поддельным. Через некоторое время и посольство Кыргызстана в России заявило, что это фейк, и призвало киргизов не верить в подобные вещи и не распространять непроверенную информацию.
30 декабря 2022 года в новогоднем обращении к россиянам на русском языке министр обороны Украины Алексей Резников объявил о второй волне российской мобилизации, которая якобы должна начаться в январе 2023 года. Подобное заявление распространил в том же месяце глава украинской военной разведки Кирилл Буданов. Когда новой волны мобилизации не случилось, украинские чиновники стали утверждать о том, что Россия якобы собирается мобилизовать в январе 500 000 человек.
9 января 2023 года в социальных сетях распространилась информация, что ФСБ направила всем пограничным службам приказ об ограничении выезда граждан РФ, подлежащих призыву на военную службу. 11 января это утверждение опубликовало в том числе главное управление разведки министерства обороны Украины. Глава правозащитной группы «Агора» Павел Чиков назвал появившиеся в социальных сетях «приказы» закрыть границы фейком, поскольку «приказы не оформлены надлежащим образом, хоть и похожи на оригинальные». Пресс-секретарь президента России Дмитрий Песков расценил заявление украинской военной разведки как «информационную диверсию». Редакция Factcheck.kg отметила, что, согласно российскому ГОСТу на официальные документы, дата должна обозначаться «словесно-цифровым способом» и что при написании приказа также необходимо ссылаться на закон. В пункте 12 имеется лишний символ, что также недопустимо. Документ, пишет издание, не заверен печатью или подписью соответствующих должностных лиц или организаций и, таким образом, является подделкой.
5 июня 2023 года несколько российских радиостанций передали «обращение» президента Путина, в котором было объявлено, что «украинские войска, вооружённые блоком НАТО, с согласия и при поддержке Вашингтона вторглись на территорию Курской, Белгородской и Брянской областей» и в результате в этих районах было введено «военное положение». В «обращении» также были упомянуты намерения подписать указ о всеобщей мобилизации. Дмитрий Песков заявил, что аудиозаявление стало результатом взлома хакеров в некоторых регионах страны, и назвал произошедшее фейком. Власти Белгородской и Воронежской области также назвали «обращение» фейком.
5 сентября 2023 года в украинских СМИ и Telegram-каналах (включая УНИАН) появился якобы подписанный Сергеем Шойгу документ о проведении новой волны российской мобилизации. Региональные и федеральные представители российских властей назвали «приказ» фейком. Издание SOTA пришло к выводу, что он является подделкой, и привело ряд аргументов в поддержку этого мнения; например, в российском законодательстве существуют не «представители военных комиссариатов», а военные комиссары. Спустя несколько дней, 11 сентября, генштаб ВСУ опубликовал бездоказательное заявление, что Россия может вскоре начать крупную кампанию мобилизации от 400 000 до 700 000 человек.

## Пропаганда в других странах
СМИ гораздо меньше фокусировались на том, как пропаганда других стран в период вторжения России на Украину работает над продвижением определённых нарративов.

### Реагирование со стороны США
В июне 2022 года директор АНБ и руководитель Киберкомандования США Пол Накасоне заявил, что США провели «информационные операции» против России, а усилия США направлены на демонтаж российской пропаганды.
Автор Атлантического совета Ирина Плакс предложила США стратегию ведения информационной кампании, которая бы подрывала монополию российского государства на освещение военного конфликта на Украине. Комплекс мер должен включать сотрудничество с оппозиционными СМИ, такими как «Эхо Москвы», телеканал «Дождь» и «Новая газета», а также продемократическим движением в лице партии Алексея Навального «Россия будущего» и Фонда борьбы с коррупцией. Также, по словам автора, в стратегию должно входить влияние на мировое общественное мнение с целью изоляции России и деморализации российской армии.
Издание Politico опубликовало статью за авторством бывшего офицера ЦРУ Дэвида Шэдда и Иваны Стаднер «Ведение психологической войны против России». В ней авторы призвали использовать русский национализм для подрыва легитимности власти президента Владимира Путина, а также разжигать «антикремлёвские» настроения среди этнических меньшинств внутри России. Вместе с тем, США должны негласно налаживать контакты с русскоязычными лидерами мнений в социальных сетях, а также использовать юмор в качестве политического оружия.
Бывший сотрудник Государственного департамента США Элиот Коэн заявил, что «Западу нужна агрессивная информационная кампания», направленная на разгром России.

### Китайская дезинформация
Государственные СМИ Китая в основном использовали статьи российских государственных СМИ и информацию от российских официальных лиц, в том числе повторяя дезинформацию и теории заговора. В марте 2022 года, после того, как холдинг Meta Platforms запретил закупку рекламы российскими государственными СМИ, китайский телеканал CGTN оплатил в Facebook цифровую рекламу, ориентированную на пользователей со всего мира, в виде брифингов и выпусков новостей, в которых используемые российские государственные тезисы касались вторжения России на Украину.
В том же месяце CGTN повторила необоснованные заявления России о лабораториях биологического оружия на Украине. Продемонстрированная на публику внутренняя директива The Beijing News предписывала её сотрудникам не публиковать новостные сообщения, которые были «негативными в отношении России или прозападными». Анализ показал, что почти в половине сообщений Weibo в социальных сетях использовались российские источники, которые были государственными или описывали Украину в негативном ключе, в то время как ещё одна треть сообщений была направлена против Запада и обвиняла расширение НАТО, и очень немногие сообщения описывали войну в нейтральном ключе. Несколько профессоров в области истории написали открытое письмо, в котором резко выступили против поддержки Китаем «войны России против Украины», но их пост был быстро удален цензорами, а аккаунт знаменитости, критиковавшей Россию за вторжение, был заблокирован.

### Польские нарративы
Польские СМИ положительно освещают приём страной 2,5 млн беженцев из Украины. Польское правительство инициировало кампанию #PolandFirstToHelp. Ивонн Су в статье для The Conversation отмечает, что данная кампания является ярким примером пропаганды, которая фокусируется только на хороших новостях, в то время как проблемы упускаются из виду или о них лгут; кампания в социальных сетях подчёркивает позитивные способы, которыми Польша помогает украинским беженцам, и замалчивает негативные истории. #PolandFirstToHelp стала ответом на сообщения о том, что цветные беженцы сталкиваются с проявлениями расизма на украинско-польской границе. Вместо того, чтобы взять на себя ответственность за дискриминацию, с которой сталкиваются беженцы из числа расистов, польское правительство осудило любые обвинения в расизме как «фейковые новости». С хэштегом #PolandFirstToHelp публиковалась пропаганда «размахивания флагом», оправдывающая действия, используя национализм или патриотизм. Так, Польша показывала свой флаг вместе с украинским, чтобы продемонстрировать единство, а почтовая служба Польши выпустила новую марку с рукопожатием, раскрашенную в цвета двух стран. Также публиковались видео, наполненные изображениями женщин и детей-беженцев, польских и украинских флагов и эмоциональной музыкой.

### Нарративы грузинских крайне левых групп
В феврале 2022 года Лаборатория цифровых криминалистических исследований Атлантического совета (DFR Lab) сообщала, что грузинские крайне левые группы продвигают нарратив о том, что война на Украине — это битва между двумя империями за украинские ресурсы. Нарратив изображает США и Россию равными угрозами для Украины. 24 февраля на странице пророссийской группы «Политикано» в Facebook, известной своей ностальгией по Советскому Союзу и связанной с прокремлёвским новостным фронтом в Грузии, было опубликовано сообщение о том, что Украина стала полем битвы между западной и российской империями. Другая страница в Facebook, «ნაპერწკალი» («Искра»), которая описывает себя как «независимую марксистскую коллективную инициативу», сообщила, что война на Украине — это конфликт между российскими и западными империалистами, борьба за сферы влияния и ресурсы. Научный сотрудник Сопо Гелава сравнила эти нарративы с посланием философа Александра Дугина, который написал, что идёт противостояние глобализации на всех уровнях, включая геополитический и идеологический.

### Южная Осетия
28 февраля КГБ Южной Осетии выступил с  заявлением, в котором говорится о росте неонацистских и националистических настроений в Грузии. В сообщении говорится о желании грузин присоединиться к Интернациональному легиону обороны Украины. КГБ Южной Осетии описал грузинских добровольцев как «агрессивно настроенных грузинских добровольцев из радикальных сторонников М. Саакашвили». Далее в нём говорится: «Тбилисский режим вместо признания своей ответственности за совершенные с 1920 по 2008 гг. преступления против человечества, поддерживает украинских бандеровцев, вынашивая собственные реваншистские цели».
В тот же день Государственное информационное агентство «Рес» опубликовало  материал с заголовком «Южная Осетия и Россия объединились против нацизма». В статье утверждалось, что граждане Южной Осетии запустили в социальных сетях флешмоб с хэштегом #Мирбезнацизма.

## Методы

### Брифинги
В июне 2022 года издание «Проект» выпустило расследование «Подмена мест слагаемых», в котором на основе анализа 196 брифингов Минобороны РФ пришло к выводу, что предоставленные им данные часто не соответствуют действительности. Так, ведомство обвинялось в завышении числа уничтоженной техники и солдат, неоднократных сообщениях о взятии одних и тех же населенных пунктов и использовании неоднозначных терминов вроде «скопления живой силы и техники».

### Онлайн-активность

#### Использование социальных сетей
Социальные сети стали полем битвы для государств и негосударственных субъектов, продвигающих конкурирующие нарративы о войне и освещающих затянувшийся конфликт в своих тонах. Постепенно эти цифровые экосистемы наводнились дезинформацией. Россия, в частности, потратила десятилетия на разработку пропагандистской экосистемы официальных и марионеточных каналов связи, которые она использует для запуска широкомасштабных кампаний по дезинформации. По мнению экспертов, даже официальные аккаунты диппредставительств РФ в соцсетях работают как скоординированная сеть распространения дезинформации.

#### «Фабрики троллей» и комментаторов
Среди традиционных пропагандистских приёмов российские государственные медиа не первый год используют «новости», в которых европейцы и американцы якобы хвалят что-либо российское, жёстко критикуют руководителей своих стран. Короткие новости, иногда выходящие по несколько раз в день, как «британцы раскритиковали», французы «подняли на смех», а немцы «потеряли дар речи», выпускает государственное агентство РИА «Новости». Затем со ссылкой на него эти заметки тиражируются в других провластных СМИ. За подобной сетевой активностью стоит, в том числе, стремление России подорвать доверие ко всем СМИ и демократическим институтам.
Ведущим поставщиком продвигавших прокремлёвскую повестку постов и комментариев как в российском сегменте интернета, так и за рубежом стало «Агентство интернет-исследований» медиамагната Евгения Пригожина.

#### Дипфейки
В одном из самых известных дипфейков, связанных с этой войной, президент Украины Владимир Зеленский просит украинских солдат сложить оружие, упоминая, что Украина сдаётся России. При этом тон голоса Зеленского был ниже обычного и голова была гораздо больше. Украинский центр стратегических коммуникаций заявил, что российское правительство якобы может использовать подобные ролики в будущем для получения преимуществ на поле боя и деморализации украинских солдат. Хотя видео собрало сотни тысяч просмотров, журналисты подхватили его только для того, чтобы представить как фейковую новость.

#### Прямые трансляции
Согласно исследованию NewsGuard, ещё одним способом привлечения просмотров были фейковые прямые трансляции — например, использовался старый клип драматического конфликта и изменялся звук, чтобы видеоролик выглядел более правдободным. В первые дни войны немалая часть интернет-изданий ошибочно опубликовала эти кадры. В социальных сетях появились десятки фейковых прямых трансляций с целью пожертвования денежных средств на нужды Украины с помощью обмана.

#### #VulkanFiles
«Важные истории» и ещё более 50 журналистов из 11 изданий изучили утечку документов «Научно-технического центра „Вулкан“» — небольшой московской IT-компании, которая по заказу СВР, ФСБ и Минобороны разрабатывает ПО для хакерских атак на зарубежные объекты инфраструктуры. Помимо этого, с 2016 года «Вулкан» по заказу Минобороны разрабатывает систему под шифром «Амезит».

### Хакерские атаки и использование сетевых уязвимостей
В Financial Times информационное противостояние России и Украины было названо первой крупной кибервойной, применявшиеся украинскими хакерскими группировками приёмы включали в том числе вербовку «мелких» IT-хулиганов в толпы кодеров, фейковые угрозы о бомбах, широкомасштабное проникновение подключённых к Интернету камер безопасности для наблюдения за оккупированной Россией территорией и заманивание российских солдат в ловушку для раскрытия их баз.
Также сообщалось, что Ростелеком и «Мегафон» пользовались уязвимостью сайтов для пропаганды вторжения.
6 ноября 2022 года сообщалось, что украинская «IT-армия» провела 8 000 кибератак против России. В интервью Kyodo News замминистра цифровой трансформации Украины Георгий Дубинский заявил, что «информационная война, особенно в киберпространстве, является новым измерением этой войны и очень, очень опасна».
22 февраля 2023 года в результате хакерской атаки в некоторых российских регионах по радио прозвучала ложная информация об объявлении воздушной тревоги и угрозе ракетного удара. Такие сообщения, по данным СМИ, звучали, в частности, в Казани, Белгороде, Уфе, Подмосковье и Новосибирске.

### Иностранные журналисты
Российская пропаганда использует в пресс-турах на оккупированные территории Украины якобы независимых иностранных журналистов. Среди них:
- француз Адриан Боке (автор книги с множеством фейков), британец Грэм Филлипс;
- репортёры из стран, поддерживающих политику Кремля: Алехандро Кёрк из Венесуэлы, Данило Симич из Сербии;
- работающие на российские СМИ иностранцы: Хаукур Хаукссон из Исландии, Онур Синан Гюзалтан из Турции, японка Асука Токуяма;
- не журналисты: Мехмет Перинчек из Турции, Жан Луиджи Ферретти из Италии, Соня Ван Дэн Энде из Нидерландов, американец Джон Марк Дуган (бывший полицейский);
- давно живущие в России: грек Афанасий Авгеринос, индус Раммешвар Сингх.

Всех их цитируют российские государственные медиа.
Российские государственные СМИ также выдали доцента Хельсинкского университета Йохана Бекмана за официального представителя ДНР и ЛНР в Финляндии. Издание Factcheck.kz отметило, что правительство Финляндии, однако, не признавало независимость этих государств, а значит не могло принимать каких-либо официальных представителей из ДНР и ЛНР.

### Подкуп журналистов и лидеров мнений
По информации Washington Post, российские власти через свои прокси структуры на Западе предлагали вознаграждение всем журналистам, лидерам мнений, бывшим чиновникам и профессорам «готовым к сотрудничеству с российскими клиентами». Так, за статью, колонку или интервью с пророссийским нарративом в основным западных СМИ предлагалось до $39.000.

### Дезинформация под чужим флагом
CNN, ProPublica и Media Forensics Hub сообщили, что российские СМИ осуществляют дезинформацию под чужим флагом, то есть создают разоблачения фейковой информации, созданной ими же или вообще не имеющей отношения к конфликту, и утверждают, что её распространяла украинская сторона конфликта. Целью таких кампаний по дезинформации является подрыв доверия к украинским источникам информации.
Например, известным случаем применения такой тактики дезинформации стал сюжет «России 24», в котором приводилось видео, где мужчины в военной форме готовят манекен, чтобы выдать его за труп вследствие массового убийства в Буче, и утверждалось, что на нём запечатлён процесс создания украинского фейка. Позже выяснилось, что российские СМИ использовали кадры со съёмок сериала, чтобы безосновательно обвинить украинскую сторону в дезинформации.

### Инструкции учителям
В начале войны Минобрнауки России предоставило школьным учителям «информацию для урока обществознания» на тему событий на Украине, вводящую в заблуждение относительно происходящего. Так, заявляется, что «идёт не война с Украиной, а специальная миротворческая операция, цель которой — сдержать националистов, которые притесняют русскоговорящее население». Учителя, высказывающиеся против войны, могут быть уволены или оказаться под угрозой тюремного заключения.
С 1 сентября в российских школах вводится новое еженедельное занятие «Разговоры о важном», для которого учреждается должность советника директора по воспитательной работе. В подготовленных министерством материалах для этих занятий война подаётся как «защита населения Донбасса, подвергавшегося издевательствам и притеснению со стороны киевского режима» и заявляется, что «жители ДНР и ЛНР — русские люди, поэтому важно их возвращение в Россию», а «счастье Родины дороже жизни».

#### Русскоязычные программы обучения на оккупированных территориях
Перед новым учебным годом в Минпросвещения РФ сообщали, что намерены поддерживать образование на занятых российскими военными территориях Украины, а также в самопровозглашенных ЛНР и ДНР. В частности, глава ведомства Сергей Кравцов заявлял, что с 1 сентября школы на оккупированных территориях Запорожской области будут работать «по российским стандартам». Сообщалось об арестах российских учителей на деоккупированных территориях (в частности следственный комитет РФ заводил уголовное дело об их задержании), однако в дальнейшем факт въезда российских учителей на территорию Украины не подтвердился.

### Неологизмы и «язык войны»
В ходе вторжения сформировалась практика иносказательного именования солдат противника; в частности, украинской армией, чиновниками и СМИ широко применялось именование российских солдат «орками», «рашистами», «чмобиками» или «колорадами» (из-за чёрно-жёлтого цвета георгиевской ленты). Главы оккупационных администраций ими же именовались «гауляйтерами».
Также активно обеими сторонами велось использование интернет-мемов (украинские «Русский военный корабль, иди на хуй»; Бавовна; «Доброго вечеру, мы с Украины»; российские «Работайте, братья!»). При этом их развитие с украинской стороны рассматривалось как более активное, так как их существование не только помогало бороться с российской дезинформацией, но и поддерживало украинские благотворительные организации и даже украинскую армию.
В то же время вектор развития российской официальной риторики рассматривался скорее как создание «новояза», состоящего из пропагандистских штампов.
В 2015 году в сети появилась фотография с фейковой надписью «Смерть русне!!! Больше убийств». Оригинальное фото было сделано в 2009 году на протестном шествии в России. В 2022 в Воронеже установили стенд об «украинском нацизме» с этим изображением. Информация сопровождалась снимками представителей нацистской Германии и украинских политиков, в том числе Владимира Зеленского.

### Медиавирусы
В обиход обеими сторонами также вводились медиавирусы и городские легенды:
- Чернобаевка — аэродром под Херсоном, периодически использующийся для размещения техники российской армией[253]; широкое освещение в соцсетях и украинских СМИ получила стабильность обстрелов аэропорта украинскими войсками[254].
- Бабушка с красным флагом — героиня распространившегося в российских СМИ вирусного ролика, жительница села Харьковской области, вышедшая встречать раздачу украинской гуманитарной помощи с советским флагом[255][256]. В дальнейшем, после отказа героини ролика от симпатий к российской армии и советской символике, медиавирус сошёл на нет[255][257].
- Пёс Патрон — украинская служебная собака, получившая международную известность во время вторжения[36][258], награждённая президентом Зеленским[36] и ставшая героем десятков художественных работ, включая несколько муралов[259].
- Украинский трактор — трактор, ставший мемом благодаря буксировке уничтоженной либо захваченной российской военной техники[35][260][261]. Подобные происшествия (включавшие угон российской военной техники путём подцепа трактором) породили термин «Тракторные войска»[248].
- Киевская Мадонна — фотография, а также символическое изображение женщины, которая кормит ребёнка, спрятавшись в киевском метро[262]
- Богородица с Джавелином — Дева Мария, одетая в сине-золотые одежды и держащая Джавелин — это образ, адаптированный с картины американского художника Криса Шоу. Шоу основал эту картину на более ранней работе 2012 года, на которой Мадонна держит автомат Калашникова[250].
- Аннексия Калининградской области Чехией — шуточное предложение, высмеивавшее проведение фиктивных референдумов для оправдания аннексии южных регионов Украины Россией[263].

### Участие русскоязычной диаспоры
В Германии проходили политические акции, ведутся немецкоязычные фан-страницы Путина, а также собирается гуманитарная помощь для Донбасса. Организаторы, выставляющие себя независимыми активистами, в реальности являются лояльными Кремлю и действуют в активном взаимодействии с российским посольством, а в качестве своих союзников привлекают местных ультраправых. В Германии за оправдание российской агрессии предусмотрена уголовная ответственность, тогда «защитники русского мира» стали выходили на акции, призывая к снятию санкций с России и прекращению военной помощи Украине.

### Мифологизация и героизация
С начала боевых действий почти всех официально подтвержденных погибших российских военных награждали орденом Мужества, при этом не рассказывая, какие подвиги ими совершены и как они погибли.
Некоторые улицы в России и на оккупированных территориях назвали в честь военных и политиков из ЛНР и ДНР, например Захарченко и Жоги.
К февралю 2023 года, как сообщила первый зампред комитета Госдумы по образованию Алёна Аршинова, установлено уже около 11 тысяч «парт героев» (воевавших и в других войнах) в 6 тысячах школ. Во многих городах на билбордах появились фотографии отличившихся военных.
Генерал-полковник Александр Лапин наградил медалью Жукова собственного сына, руководившего окончившимся неудачей наступлением на Сумы и Чернигов.
Священник при штабе ракетных войск Михаил Васильев, погибший под обстрелом, награждён посмертно званием Героя РФ. Незадолго до смерти Васильев, отвечая на вопрос, что делать женщинам, которые не хотят отправлять своих детей на войну, предложил им рожать много детей.
Десятки памятных знаков появились по всей России — об этом пишут как федеральные, так и региональные СМИ.
Российского военного Сергея Обухова, погибшему в Херсоне в пьяной перестрелке с сотрудниками ФСБ, наградили посмертно орденами Мужества и «За верность долгу», и установили памятную доску в его родном селе Шилекша, чтобы почтить его гибель «при исполнении воинского долга».
К началу 2023 года как минимум три памятные доски установили уголовникам: в Туле и Саратове — убийцам, а в Твери — наркоману. Недавних зеков также хоронят с почестями и на аллеях героев, устанавливают почётный караул. Школу во Владивостоке переименовали в честь погибшего наёмника ЧВК «Вагнер» Евгения Орлова.

### Z-артисты
Одним из последствий военных событий оказались изменения в культурном ландшафте России. Практически все украинские артисты покинули российскую поп-сцену; значимые события также происходили в жанре рэп. В 2023 году в российской поп-музыке произошло возвращение шансонной эстетики в хит-парадах.
По словам музыкального критика Яна Шенкмана, первым заметным аспектом является средний возраст исполнителей, который, за редкими исключениями, превышает 40 лет. Ещё одним отличительным признаком является постмодернистская амбивалентность и обильное цитирование различных источников, что свойственно 1990-х годам, из которых происходит ментальное наследие многих артистов. Постмодернистский русский патриотизм по определению является вторичным и акцентирует свою вторичность, что отражается в большом количестве кавер-версий.
Понятия «нефоры» и «гопники», история которых берёт начало из субкультурных столкновений 1980-х и 1990-х годов, снова стали актуальными в сленге и музыке молодых исполнителей, восстановив свою культурную значимость. В 2023 году, когда в российском обществе акцентировались милитаристские идеи и борьба с «иностранными агентами», мирно сосуществовавшие молодёжные субкультуры начали разделяться на враждующие фракции, что также отразилось в сфере музыки.

## Последствия
В феврале 2022 года основатель Bellingcat Элиот Хиггинс пришёл к выводу, что качество российских видеороликов с дезинформацией снизилось, но остаётся особенно эффективным для старшего поколения россиян.
Некоторые обозреватели отметили то, что они назвали «борьбой поколений» среди россиян за восприятие вторжения, при этом более молодые россияне в целом выступали против него, а россияне старшего возраста с большей вероятностью принимали повествование, представленное в российских государственных СМИ. Научный сотрудник Chatham House Катарина Волчук заявила, что «[пожилые] россияне склонны думать в соответствии с официальным „нарративом“ о том, что Россия защищает русскоязычных в Украине, поэтому речь идёт о защите, а не агрессии». Около двух третей россиян используют телевидение в качестве основного источника ежедневных новостей. Многие украинцы говорят, что их родственники и друзья в России доверяют тому, что им сообщают государственные СМИ, и отказываются верить в то, что на Украине идёт война, и что российская армия обстреливает украинские города.
Основная причина, по которой многие россияне поддержали Владимира Путина и «спецоперацию» на Украине, связана с пропагандой и дезинформацией. В конце марта 2022 года опрос, проведённый в России «Левада-Центром», пришёл к следующему выводу: на вопрос, почему проводится «военная операция», респонденты ответили, что она предназначена для защиты и обороны мирных жителей, этнических русских или русскоязычных жителей Украины (43 %), для предотвращения нападения на Россию (25 %), для избавления от националистов и денацификации Украины (21 %), а также для включения Украины и/или Донбасса в состав России (3 %).
В Китае, Индии, Индонезии, Малайзии, Африке, арабском мире и Латинской Америке некоторые пользователи социальных сетей проявляли симпатию к российским нарративам. Исследование, проведённое Университетом Эйрланга, показало, что 71 % индонезийских пользователей сети поддержали вторжение. Эта поддержка была обусловлена привязанностью к руководству Владимира Путина, а также антиамериканской и антизападной политической ориентацией. Кроме того, многие индонезийцы поддержали Россию из-за положительных отчётов Рамзана Кадырова и заявлений о том, что полк «Азов» покрывает свои пули салом для их использования против чеченских войск, находящихся на Украине.
Серия из четырёх онлайн-опросов, проведённых Фондом борьбы с коррупцией, показала, что с 25 февраля по 3 марта доля респондентов в Москве, считающих Россию «агрессором», увеличилась с 29 % до 53 %, а доля тех, кто считает Россию «миротворцем» упала вдвое с 25 до 12 %.
По мнению журналиста Андрея Перцева, выделяя участников войны в привилегированную группу, власть провоцирует раскол российского общества.

## Успехи в информационной войне
В ряде западных СМИ были сделаны утверждения, что Россия проигрывает информационную войну с Украиной. Так, основатель Bellingcat Эллиот Хиггинс отметил, что российские фейки были сделаны «глупо и лениво», и международная аудитория к ним «невосприимчива», хотя население России «парадоксально» верит российской пропаганде (издание The Independent отмечало повышенную восприимчивость к пропаганде у старшего поколения, порой затмевающую любые разумные доводы от ближайших родственников). Директор ЦРУ отметил, что, хотя раньше США часто проигрывали Путину информационные войны, в этот раз усилия ЦРУ нарушили планы Путина, и эту войну он проигрывает. В статье в Scientific American была подчёркнута роль соцсетей и правительств в борьбе с российскими государственными СМИ и сетями аккаунтов, распространяющих дезинформацию. В статье, опубликованной на сайте Атлантического совета, была отмечена роль международных корреспондентов на Украине, неубедительности повествования Путина, военных преступлений России и привлекательного имиджа Зеленского в поражении России в информационной войне. Совокупная аудитория федеральных российских телеканалов к июлю, по данным исследования медиапотребления РОМИР, сократилась на 20 %.
С другой стороны, в некоторых странах российская государственная пропаганда успешно распространяется. Так, государственные СМИ Китая распространяли информацию из российских СМИ без фактчекинга, что в сочетании с цензурированием проукраинского контента позволило российским медиа-гигантам успешно сплести в стране сеть дезинформации.
В статье в «The Atlantic» автор изучил аккаунты, распространяющие хештег #IStandWithPutin. Он обнаружил признаки координации деятельности аккаунтов и подозрительной активности. Однако в распространении хештега участвовали индийские, пакистанские, иранские и нигерийские аккаунты, и их деятельность не была направлена на западную аудиторию. Среди реальных пользователей, распространявших хештег, немногие были с Запада. Автор заключил, что широко распространённый на Западе консенсус о проигрыше России в информационной войне не учитывает того, где эта война ведётся, и за пределами стран Запада она может выглядеть совсем по-другому и иметь другие результаты. Хотя Зеленский смог завоевать европейскую и североамериканскую аудиторию, представив конфликт России с Украиной как конфликт России против Запада, во множестве регионов население относится к Западу с антипатией, и там Украина может проигрывать информационную войну.
Дэвид Люче в колонке для The Economist заявил, что многие западные медиа в конфликте опираются преимущественно на украинские источники и старательно игнорируют российские и что такого рода избирательность имеет побочные эффекты. Одним из них стал не оправдавшийся пока расчет на скорую победу, другим — появляющиеся опасения за единство коалиции против России. Таким образом, по мнению автора, Украина может стать жертвой собственного успеха в информационной войне.